# Maddalena Gonzaga
Maddalena Gonzaga (Mantova, 10 luglio 1472 – Pesaro, 8 agosto 1490) era figlia di Federico I Gonzaga, marchese di Mantova, e di Margherita di Baviera. Era quindi sorella di Francesco II Gonzaga e cognata di Isabella d'Este a cui era molto legata.

## Biografia

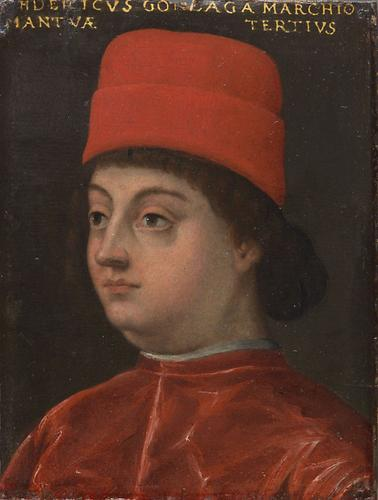
Federico I Gonzaga, padre di Maddalena.

### Matrimonio
Maddalena Gonzaga sposò il 27 ottobre 1489 Giovanni Sforza, signore di Pesaro e figlio illegittimo di Costanzo I Sforza a cui era succeduto nello stesso anno in mancanza di prole legittima.
Il matrimonio Sforza-Gonzaga suggellava l'alleanza tra le due casate, che si erano viste alleate già in altre occasioni: Federico, il padre di Maddalena, aveva infatti sempre tenuto una politica filo milanese, già iniziata da Ludovico III Gonzaga, nonno paterno della giovane.

### Morte
L'unione sembrò subito andare a buon fine: un paio di mesi dopo il matrimonio infatti Maddalena risultò incinta. La gravidanza tuttavia si concluse con un parto difficile e la giovane Gonzaga morì nel 1490 nel dare alla luce il figlio.
Giovanni si risposò nel 1493 con Lucrezia Borgia.

## Ascendenza
|                                  |                           |                                     | Genitori                           |  |  | Nonni |  |  | Bisnonni              |  |  | Trisnonni           |  |
|                                  |                           |                                     |                                    |  |  |       |  |  | Gianfrancesco Gonzaga |  |  | Francesco I Gonzaga |  |
|                                  |                           |                                     |                                    |  |  |       |  |  | Gianfrancesco Gonzaga |  |  | Francesco I Gonzaga |  |
|                                  |                           | Margherita Malatesta                |                                    |  |  |       |  |  | Gianfrancesco Gonzaga |  |  |                     |  |
| Ludovico III Gonzaga             |                           |                                     |                                    |  |  |       |  |  | Gianfrancesco Gonzaga |  |  |                     |  |
|                                  |                           | Paola Malatesta                     | Malatesta IV Malatesta             |  |  |       |  |  |                       |  |  |                     |  |
|                                  |                           | Paola Malatesta                     | Malatesta IV Malatesta             |  |  |       |  |  |                       |  |  |                     |  |
|                                  |                           | Paola Malatesta                     | Elisabetta da Varano               |  |  |       |  |  |                       |  |  |                     |  |
| Federico I Gonzaga               |                           | Paola Malatesta                     |                                    |  |  |       |  |  |                       |  |  |                     |  |
|                                  |                           | Giovanni l'Alchimista               | Federico I di Brandeburgo          |  |  |       |  |  |                       |  |  |                     |  |
|                                  |                           | Giovanni l'Alchimista               | Federico I di Brandeburgo          |  |  |       |  |  |                       |  |  |                     |  |
|                                  |                           | Giovanni l'Alchimista               | Elisabetta di Baviera-Landshut     |  |  |       |  |  |                       |  |  |                     |  |
| Barbara di Brandeburgo           |                           | Giovanni l'Alchimista               |                                    |  |  |       |  |  |                       |  |  |                     |  |
|                                  |                           | Barbara di Sassonia-Wittenberg      | Rodolfo III di Sassonia-Wittenberg |  |  |       |  |  |                       |  |  |                     |  |
|                                  |                           | Barbara di Sassonia-Wittenberg      | Rodolfo III di Sassonia-Wittenberg |  |  |       |  |  |                       |  |  |                     |  |
|                                  |                           | Barbara di Sassonia-Wittenberg      | Barbara di Legnica                 |  |  |       |  |  |                       |  |  |                     |  |
| Maddalena Gonzaga                |                           | Barbara di Sassonia-Wittenberg      |                                    |  |  |       |  |  |                       |  |  |                     |  |
|                                  | Ernesto di Baviera-Monaco | Giovanni II di Baviera              |                                    |  |  |       |  |  |                       |  |  |                     |  |
|                                  | Ernesto di Baviera-Monaco | Giovanni II di Baviera              |                                    |  |  |       |  |  |                       |  |  |                     |  |
|                                  | Ernesto di Baviera-Monaco | Caterina di Gorizia                 |                                    |  |  |       |  |  |                       |  |  |                     |  |
| Alberto III di Baviera           | Ernesto di Baviera-Monaco |                                     |                                    |  |  |       |  |  |                       |  |  |                     |  |
|                                  |                           | Elisabetta Visconti                 | Bernabò Visconti                   |  |  |       |  |  |                       |  |  |                     |  |
|                                  |                           | Elisabetta Visconti                 | Bernabò Visconti                   |  |  |       |  |  |                       |  |  |                     |  |
|                                  |                           | Elisabetta Visconti                 | Regina della Scala                 |  |  |       |  |  |                       |  |  |                     |  |
| Margherita di Baviera            |                           | Elisabetta Visconti                 |                                    |  |  |       |  |  |                       |  |  |                     |  |
|                                  |                           | Erich I di Braunschweig-Grubenhagen | Alberto I di Brunswick-Grubenhagen |  |  |       |  |  |                       |  |  |                     |  |
|                                  |                           | Erich I di Braunschweig-Grubenhagen | Alberto I di Brunswick-Grubenhagen |  |  |       |  |  |                       |  |  |                     |  |
|                                  |                           | Erich I di Braunschweig-Grubenhagen | Agnese I di Brunswick-Lüneburg     |  |  |       |  |  |                       |  |  |                     |  |
| Anna di Braunschweig-Grubenhagen |                           | Erich I di Braunschweig-Grubenhagen |                                    |  |  |       |  |  |                       |  |  |                     |  |
|                                  |                           | Elisabetta di Brunswick-Göttingen   | Ottone I di Brunswick-Göttingen    |  |  |       |  |  |                       |  |  |                     |  |
|                                  |                           | Elisabetta di Brunswick-Göttingen   | Ottone I di Brunswick-Göttingen    |  |  |       |  |  |                       |  |  |                     |  |
|                                  |                           | Elisabetta di Brunswick-Göttingen   | Margherita di Berg                 |  |  |       |  |  |                       |  |  |                     |  |
|                                  |                           | Elisabetta di Brunswick-Göttingen   |                                    |  |  |       |  |  |                       |  |  |                     |  |